# Гурштейн, Арон Шефтелевич
Арон Шефтелевич Гурштейн (идиш אהרון גורשטיין‎‎; 20 сентября (2 октября) 1895, Кролевец — 2 октября 1941) — советский писатель, литературовед и критик, поэт, журналист. Писал на русском языке и идише.
Член Союза писателей СССР (1934). Участник Великой Отечественной войны, погиб в битве под Москвой в октябре 1941 года.

## Фрагменты биографии
Арон Шефтелевич Гурштейн родился в местечке Кролевец, ныне Сумской области, Украина.
- Отец, Шефтель Моисеевич, служащий транспортного общества
- Жена — Елена Васильевна Резникова (1907—1992)
- Сын Гурштейн, Александр Аронович (1937—2020), астроном, доктор физико-математических наук, профессор, вице-президент Европейского общества астрономии в культуре.

В детстве, переезжая вместе с родителями, А. Ш. Гурштейн постоянно менял место жительства, его семья жила разные годы в Никополе, в Каховке, в Елисаветграде, в Гродно, в Проскурове. В 1913 году Арон Шефтелевич окончил гимназию в Вильне. В 1916 году поступил в Петроградский университет, на факультет восточных языков. Октябрьская революция застала его на Украине, в Никополе. Он отказался от занятий в университете. Как только советская власть утвердилась и в Никополе, Арон Гурштейн увлекся культурно-политической и организационной работой. Он выступает с лекциями и докладами, активно сотрудничает в местных газетах, работает в органах народного образования. В мае 1920 года он вступил добровольцем в Красную армию. Освобождённый по причине сильной близорукости от строевой службы, Гурштейн был направлен на работу в штаб бригады, а затем в штаб Шестой армии. В армейской печати выпускает «Листки добровольца». Демобилизовавшись в июне 1921 года, А. Гурштейн продолжил образование в Москве, поступив на арабское отделение в Московский институт востоковедения. Одновременно работал в Народном комиссариате по делам национальностей Наркомнац. Осенью 1926 г. его зачисляют в аспирантуру Института языка и литературы при РАНИОНе. Специализируясь по истории литературы XIX века, работает в РАНИОНе над теоретическими проблемами литературоведения. Через три года после поступления и перед упразднением РАНИОНа он заканчивает курс аспирантуры.
- Когда началась Великая Отечественная война, Арон Шефтелевич Гурштейн вместе со многими другими писателями добровольно, не колеблясь, вступил в ряды народного ополчения. С 6 июля, для него началась нелегкая жизнь солдата-ополченца, быстро и трагически закончившаяся осенью того же года под Москвой…

## Литературная деятельность
16-летним гимназистом, он поместил в газете первое стихотворение; вслед за тем его рассказы и стихи стали изредка появляться в провинциальной печати. Но систематический и серьёзный характер его литературная работа приобрела лишь в конце 1921 года, после переезда в Москву. В 1924 году он начал собирать материалы для задуманного труда по истории еврейской литературы и спустя год уже опубликовал статью о видном сатирике XIX века И. Линецком; вскоре в издании Института белорусской культуры (Минск) появилась его большая работа об И.-Л. Переце. В годы нэпа Гурштейн склонялся к тенденции оценивать искусство с эстетической, а не классово-политической точки зрения (памфлет «Вэгн унзэр критик» — «О нашей критике», 1925). Однако в сборнике «Проблемэс фун критик» («Проблемы критики», 1933) Гурштейн признал социалистический реализм единственно допустимым методом в литературе. После 1926 года Гурштейн стал доцентом кафедры еврейской литературы 2-го Московского университета. Профессор истории еврейской литературы (с 1931 г.) Киевского и Одесского педагогических институтов. Он редактировал изданные на идиш сочинения Менделе Мойхер-Сфорима, составил библиографию И.-Л. Переца. Писал о проблемах еврейской литературы XIX в. и о творчестве Шолом-Алейхема, Д. Бергельсона, Дер Нистера, Шмуэля Галкина и др. В 1935—1936 годах А. Гурштейн работал в отделе критики и библиографии газеты «Правда»: на её страницах он напечатал ряд статей о современной литературе, о новых книгах советских писателей, в том числе о «Похождениях факира» Вс. Иванова, о повести «Белеет парус одинокий» В. Катаева, о «Голубой книге» М. Зощенко, о рассказах Вас. Гроссмана и В. Авдеева, о поэзии В. Маяковского, о пьесах М. Горького. Кстати, именно Гурштейн был единственным в СССР литературоведом, пришедшим на помощь Залману Рейзену в работе над известным четырёхтомным «Лексиконом еврейской литературы». Проф. Гурштейн был блестящим педагогом, его лекции по истории еврейской литературы и театра собирали огромные аудитории в Одессе, Киеве, Москве, Минске. Арон Шефтелевич был ведущим специалистом по теории еврейской литературы и методологии её преподавания. Сотрудничал в журналах «Печать и революция», «Жизнь национальностей», в «Крестьянской газете» и других московских изданиях. Он принимает активное участие в литературно-критической жизни страны — его статьи о Плеханове, Шулятикове, о творчестве русских и еврейских классиков, о советских писателях, по теории и истории литературы появляются в Большой советской энциклопедии, Литературной энциклопедии, в «Литературном наследстве» и других изданиях.

## Солдат писательской роты
- Писательская рота — подразделение Красной Армии, сформированное из московских ополченцев в 1941 году, состоящее преимущественно из профессиональных литераторов, членов Союза советских писателей.
- Запись добровольцев-писателей происходила в здании Союза писателей на улице Воровского (ныне Поварская) 6 июля 1941 г. Они тотчас переходили на казарменное положение в школе No 93 (Дзюбинский С. П. 1906—1973; историк и детский писатель, воспоминания). Гурштейн попал в Восьмую (Краснопресненскую) дивизию народного ополчения вместе со студентами и преподавателями МГУ, Консерватории, артистами Театра Революции. Из людей физического труда в дивизию вошли рабочие непризывного возраста комбината «Трехгорная мануфактура», заводов «Красная Пресня» и «Пролетарский труд», а также завода лаков и красок. Весь политический состав дивизии был укомплектован коммунистами Московского университета. Комиссарами полков, инструкторами были назначены аспиранты и преподаватели МГУ. Артиллерийский полк этой дивизии можно было назвать университетским.
- В ночь на 11 июля дивизия выступила из Москвы. Дзюбинский и Гурштейн шли плечо к плечу. Это была 3-я рота 1-го батальона 22-го полка 8-й дивизии народного ополчения. Дивизии именовались по районам Москвы: 8-я была Краснопресненской. a a/text 2012 moskovskiy astronom.shtml (недоступная ссылка)
- В июле в составе Краснопресненской дивизии народного ополчения было по спискам 5334 ополченца (в том числе из МГУ — 1065 человек). Позднее дивизия пополнилась призывниками из Московского военного округа и к концу сентября в ней было около 7 с половиной тысяч человек.
- Из воспоминаний детского писателя и переводчика М. А. Гершензона (1900—1942) в 78-м томе «Литературного наследства» — «Советские писатели на фронтах Великой Отечественной войны» (книга 2) отрывки из писем и дневников 1941-42 гг. Новелла «Гурштейн и Хисматуллин») :

```
 ..."Ополчение ставило рядом людей разных биографий, -- писал Гершензон. ... В одном строю с ним шли гигант-грузчик татарин Хисматуллин и маленький, немолодой, подслеповатый, физически беспомощный московский писатель Гурштейн. Хисматуллин "был прирожденный солдат. В сумке у него не было ничего лишнего, и он не снимал ее с плеч. Портянки и обмотки он закручивал мгновенно, без складок. И ноги его всегда ступали верно, врастая в землю. Я шел за ним шаг в шаг: он выбирал дорогу, он видел в темноте, как кошка; он угадывал, где будет яма или пень, непонятным чутьем". А рядом с грузчиком Хисматуллиным, держась за его руку, счастливый, что теперь не отстанет, не потеряет своих, шагал писатель Гурштейн... писатель, который свой "последний... большой переход сделал в день окончания гимназии... прошел тогда одиннадцать километров" и которому теперь пришлось вместе с другими пройти за три дня полтораста километров по лесам; для которого винтовка была тяжелее, чем для Хисматуллина пулемёт.
  Но война была испытанием не только для зрения—для нервов... "У Хисматуллина были великолепные мускулы грузчика, у Гурштейна -- нервы газетчика. И мускулы сдали раньше, чем нервы: Хисматуллин начал засыпать на ходу". Теперь уже писатель -- "хозяин своей нервной системы"—вел грузчика, смущенно держа его за рукав и уговаривая: "Хисматуллин, проснитесь, пожалуйста".(этот эпизод описан в статье о М.А.Гершензоне из сборника "Строка, оборванная пулей", Московский рабочий, 1976, стр.120-121)".
```

## Основные работы
- Гурштейн А. Ш. подготовил свыше 150 статей и исследований. Часть написанных Гурштейном на русском языке работ вошла в посмертный сборник «Избранные статьи» (М., 1959).
- Гурштейн А. Избранные статьи, М.: Советский писатель 1959
- Гурштейн А. «Вопросы марксистского литературоведения»1931
- Гурштейн А.«Проблемы социалистического реализма», Москва. «Советский писатель»1941

## О нем
- В. В. Жданов. А. Гурштейн и его критические работы. В кн. А. Гурштейн. Избранные статьи. М.: Советский писатель, 1959. С. 215—247
- Еженедельная Интернет-газета «Мы здесь». Леонид Школьник. 30 сент. — 6 окт. 2010
- «Арон Гурштейн» сборник «Строка, оборванная пулей Московские писатели, павшие на фронтах Великой Отечественной войны», Москва, издательство «Московский рабочий», 1976. Биографический очерк В. В. Жданова, отрывок из книги Гурштейна и посвященное ему стихотворение: стр.157-165.
- «Литературовед и критик Арон Гурштейн» размещена в книге И. А. Серебряный «Современники и классики: Статьи и портреты», Москва, из-во «Советский писатель», 1971, стр.223-234.
- Эстрайх, Геннадий.Еврейская литературная жизнь Москвы, 1917-1991 [Текст] / Геннадий Эстрайх ; Европейский ун-т в Санкт-Петербурге. - Санкт-Петербург : Изд-во Европейского ун-та, 2015. - 333, [2] с. : ил., портр., факс.; 21 см.; ISBN 978-5-94380-190-7 : 600 экз